# O tempora, o mores!
O tempora, o mores! slavna je Ciceronova rečenica u njegovom Prvom govoru protiv Katiline. Prevodi se izrazom O vremena, o običaji!.
Na početku svojeg govora protiv Katiline, koji ga je prethodno htio ubiti, Ciceron oplakuje zlobu i pokvarenost Katilinine dobi. Ciceron je frustriran što, unatoč svim dokazima koji su prikupljeni protiv Katiline koji se urotio radi svrgavanja rimske vlasti, te činjenice da je Senat donio senatus consultum ultimum, Katilina još nije osuđen. Ciceron nastavlja opisivati različita vremena u rimskoj povijesti kada su konzuli ubijali urotnike čak uz manje dokaza. Ponekad se, kao u slučaju ubojstva Gaja Grakha (jednog od braće Grakho) koje je izvršio bivši konzul Lucije Opimije, odluka temeljila samo na "quasdam seditionum suspiciones", tj. pouzdanim sumnjama na ustanak (odlomak 2, lineja 3).
Ova se poslovica danas koristi kao usklik u kritiziranju trenutačnih stavova i trendova, često u šali ili uz ironiju.

## Više informacija
- Mores
- Quousque tandem abutere, Catilina, patientia nostra?

## Vanjske poveznice
- Cjelovit tekst govora protiv Katiline na latinskom Wikizvoru